# La testa fra le nuvole
La testa fra le nuvole è il romanzo d'esordio dell'autrice italiana Susanna Tamaro. 
Pubblicato nel 1989, il libro fu finalista al Premio Calvino e al Premio Rapallo Carige, e vinse il Premio Elsa Morante - Opera prima.

## Trama
Ruben è un quindicenne orfano, di famiglia un tempo ricchissima ma poi decaduta, molto ingenuo e indolente, che vive con la nonna e la bisnonna in una villa immersa in un grande giardino, nel quale ama trascorrere il tempo dormicchiando. La sua routine è sconvolta dall'arrivo di Oskar, il nuovo precettore assunto dalle nonne per lui. Un giorno Ruben, mentre si esercita nel lancio del giavellotto (unica attività fisica dalla quale tragga piacere) trafigge involontariamente Oskar; per non essere arrestato per il suo omicidio, fugge precipitosamente alla stazione ferroviaria e sale sul primo treno in partenza, diretto alla capitale con l'obiettivo di raggiungere in America il suo zio Isacco, industriale del materasso in condizioni economiche ancora floride.
Sul treno fa la conoscenza di Spartaco, un ragazzo probabilmente fuggito da un riformatorio, col quale scambia i vestiti, e di Ilaria, una signora cieca. Ruben va a vivere con quest'ultima nel suo appartamento, diventandone l'accompagnatore: alla cieca piace recarsi fino all'ingresso di Cinecittà e farsi raccontare dal guardiano i film in lavorazione. Un giorno però gli studi sono chiusi per sciopero; Ruben, per compiacere Ilaria (che gli allunga delle generose mance) inventa su due piedi una fantasiosa descrizione delle scenografie e delle riprese di un kolossal. Quando l'indomani tornano a Cinecittà, lo sciopero è terminato: il ragazzo, temendo che Ilaria si adiri per essere stata ingannata, fugge di nuovo, saltando sul retro di un furgone che per combinazione è guidato da Spartaco. Ruben gli racconta la sua storia con Ilaria; Spartaco, da parte sua, gli propone di lavorare con lui come stuntman in una produzione americana. I due giovani iniziano perciò ad esercitarsi per diventare acrobati e cascatori provetti. Spartaco entra anche di soppiatto in casa d'Ilaria per recuperare i soldi delle mance di Ruben, ma nello sconcerto di quest'ultimo pretende poi di tenerli per sé. Una notte, durante un "esercizio acrobatico", Spartaco pianta in asso Ruben sul tetto di un palazzo; questi poi scivola e cade in un balcone. Il proprietario dell'appartamento che vi si affaccia, il barone Aurelio (uomo vizioso e dissoluto), lo assume come cameriere personale. Ruben deve sottostare anche ai capricci di Ida detta Domitilla, la fidanzata del barone, un'ex pedicure che si spaccia per veggente. Stanco della situazione che lo vede fare un lavoro sgradevole non pagato, dopo tre mesi Ruben ha l'idea di derubare il suo padrone per avere i soldi con cui pagarsi il viaggio in America, ma viene scoperto dal barone e costretto ad un gioco erotico, interrotto dall'arrivo di Domitilla che gli dà possibilità di scappare.
Per riposarsi durante la fuga Ruben entra in un giardino che gli ricorda quello di casa sua; lì viene scambiato dalla proprietaria, la vedova inglese Margy, per il giardiniere che aveva ingaggiato affinché si occupasse delle piante durante la sua imminente assenza. Il ragazzo approfitta dell'equivoco e mette a frutto tutte le nozioni di giardinaggio apprese negli anni precedenti, sistemandosi per la notte nel ripostiglio degli attrezzi. Un giorno un piccolo aeroplano fa un atterraggio di fortuna nel parco: ne scende un uomo di nome Arturo che si definisce "un archeoaviatore". Questi, mediante un apparecchio di sua invenzione, è in grado di captare tutti i discorsi pronunciati dall'umanità fin dai tempi più remoti e accumulatisi sotto forma di onde sonore nell'alta atmosfera; la sua ricerca si è interrotta proprio mentre stava captando un dialogo tra Archimede e un suo allievo nel quale l'inventore siracusano gli chiedeva quanti fossero i granelli di sabbia esistenti al mondo. Ruben, che è rimasto affascinato dal quesito, dopo la partenza di Arturo si chiede come farlo tornare, e si risponde che dovrà trasformare il parco di Margy in un vero aeroporto. Abbatte gli alberi e taglia i fiori per realizzare la pista; poi, rendendosi conto che una denuncia da parte di Margy potrebbe avere come conseguenza l'arresto per l'omicidio di Oskar, fugge ancora e, giunto al porto, s'imbarca sulla prima nave in partenza.
Qui ottiene inizialmente la mansione di lavapiatti, poi diventa il sostituto barista di notte, ruolo nel quale può assistere alle evoluzioni di ballerini improvvisati o professionisti. Ad un certo punto la nave comincia ad imbarcare acqua, ma grazie alla perizia del comandante riesce ad arrivare al porto di un'isola vicina senza affondare; comunque Ruben, dopo essere sbarcato, non vi vuole più risalire. Durante il soggiorno sull'isola si riconcilia con la natura e si chiede se tutti i fatti di cui ha memoria (compreso il supposto omicidio di Oskar) siano realmente accaduti. Incontra poi di nuovo Arturo che gli offre un passaggio per l'America col suo aeroplano.

## Edizioni
- Susanna Tamaro, La testa fra le nuvole, collana Primo tempo, Venezia, Marsilio, 1989, ISBN 88-317-5178-6. Ospitato su archive.org.
- Susanna Tamaro, La testa fra le nuvole, collana Tascabili, n. 1, Venezia, Marsilio, 1994, ISBN 88-317-6012-2.
- Susanna Tamaro, La testa fra le nuvole, Milano, Club degli Editori, 1995.
- Susanna Tamaro, La testa fra le nuvole, edizione per le Scuole Medie, Milano, R.L. Libri, 1998.
- Susanna Tamaro, La testa fra le nuvole, Milano, Superpocket, 1998, ISBN 88-462-0041-1.
- Susanna Tamaro, La testa fra le nuvole, collana La biblioteca del Piccolo. Trieste d'autore, n. 4, Trieste, Editoriale FVG, 2003, ISBN 8497890280.
- Susanna Tamaro, La testa fra le nuvole, collana Le grandi iniziative di Oggi. Susanna Tamaro, n. 13, Milano, RCS, 2017.